# Cheile Văii Morilor
Cheile Văii Morilor este o rezervație naturală complexă situată în Munții Apuseni. Ea se compune dintr-un deflileu lat de 25 -50 m și înalt de 100 - 150 m săpat în roci metamorfice (cristalin și marmură). Alături de acesta în cadrul ariei protejate se întâlnesc și izbucuri, o peșteră (Cila) precum și avenele Hoanca Sturului și Poieni. Tot acest peisaj se suprapune unei păduri seculare de conifere. Suprafața totală a rezervației Cheile Văii Morilor este de 30 ha.

## Legături externe
- Protected Planet Arhivat în 2 aprilie 2013, la Wayback Machine.. Accesat 12.09.2011
- Cheile Văii Morilor Accesat 12.09.2011